# 500유로 지폐
500유로 지폐(€500)는 유로 지폐 가운데 하나이다. 2002년부터 2019년까지 유로 지폐 중에서 액면 가치가 가장 높은 지폐였다. 500유로 지폐는 343,000,000명에 달하는 유럽인들이 사용하는 유로존 소속 유럽 24개국의 통화인 유로 지폐 가운데 하나이기도 하다. 크기는 160 × 82mm이고 목화 섬유로 제조되었다. 지폐는 보라색을 띠고 있다. 지폐 앞면에는 현대 건축 양식으로 지어진 창문과 문, 지폐 뒷면에는 현대 건축 양식으로 지어진 다리, 유럽 지도가 그려져 있다.
500유로 지폐 디자인은 1996년 12월 3일에 공개되었으며 로베르트 칼리나가 디자인을 맡았다. 다른 유로 지폐, 동전과 마찬가지로 2002년 1월 1일부터 발행되었다. 지폐에 있는 위변조 방지 요소로는 은화, 은선, 요판인쇄, 앞뒤판맞춤, 미세문자, 홀로그램 패치, 시변각잉크, 형광인쇄, 바코드가 있다. 세계에서 영국 파운드 다음으로 액면 가치가 높은 화폐 가운데 하나로서 미국 570 달러, 중국 3,991위안, 일본 61,150엔, 스위스 536프랑, 영국 453파운드, 러시아 40,418루블, 대한민국 685,000원하고 동일한 가치를 갖고 있다. 이 때문에 세계에서 손에 꼽는 고액권 현금 지폐가 되었다.
500유로 지폐는 돈세탁, 비자금 거래, 테러와 같은 각종 범죄에 악용되는 문제와 고액권 지폐 특유의 유통 과정에서 나타나는 어려움 등의 문제점으로 인해 2014년을 끝으로 발행이 중지되었으며 영국에서는 2010년 4월 20일을 기해 통용을 금지시켰다. 또한 유로존 회원국에서도 500유로 지폐를 사용하면 처리 비용 명목으로 수수료를 8유로 정도 지불해야 한다. 때문에 500유로 지폐는 물품 구매가 아닌 소액권 환전을 하더라도 실제로는 500유로 전액을 돌려받지 못하며 실제로 돌려받는 돈은 492유로에 불과하다.

## 위변조 방지 요소
- 은화 : 지폐를 밝은 빛에 비추면 지폐에 그려진 건축물과 액면 숫자가 나타난다.
- 은선 : 지폐를 밝은 빛에 비추면 지폐 가운데에 검은색 은선이 나타나는데 은선에는 액면 숫자와 "EURO" 문자가 쓰여져 있다.
- 요판인쇄 : 지폐에 쓰여져 있는 "BCE ECB EZB EKT EKP" 문자와 액면 숫자, 건축물이 볼록하게 인쇄되어 있다.
- 앞뒤판맞춤 : 지폐를 밝은 빛에 비추면 지폐 앞면 왼쪽 상단과 뒷면 오른쪽 상단에 쓰여져 있는 액면 숫자가 일치한다.
- 미세문자 : 지폐를 확대해서 보면 미세하게 쓰여져 있는 액면 숫자와 "EURO ΕΥΡΩ" 문자가 연속적으로 인쇄되어 있는 것이 보인다.
- 홀로그램 패치 : 보는 각도에 따라 건축물이나 액면 숫자가 나타난다.
- 시변각잉크 : 보는 각도에 따라 액면 숫자의 색상이 보라색이나 초록색으로 바뀐다.
- 형광인쇄 : 지폐를 적외선에 비추면 지폐가 형광빛을 내는데 지폐에 따라 형광빛을 내는 부분이 다르다. 지폐를 자외선에 비추면 유리온 별자리와 형광 색사가 나타난다.
- 바코드 : 지폐를 밝은 빛에 비추면 은화 오른쪽에 있는 금속 선이 나타난다. 지폐는 금속 선의 수와 폭으로 식별할 수 있으며 맨체스터 코드가 이를 인식한다.

## 사진

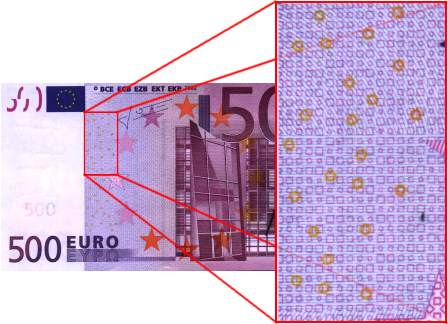
500유로 지폐에 인쇄된 유리온 별자리

## 폐지 논쟁

### 폐지 찬성론
2016년 5월 4일 유럽중앙은행(ECB)이 오는 2018년 말까지 500유로 지폐 발행을 중단하기로 했다.
유럽은 현금 거래를 중시하며 신용카드 사용을 죄악시하는 독일, 현금 100만원 이상의 거래를 법률로 금지하여 처벌하는 프랑스, 이탈리아의 정책 노선이 있다. 이탈리아 출신인 마리오 드라기 유럽중앙은행(ECB) 총재는 500유로 지폐 발행 중단에 찬성했지만 유럽 연합 최대 경제의 대국이자 유럽중앙은행(ECB) 본부를 유치한 독일은 500유로 지폐 발행 중단에 반대했다.
유럽 형사 경찰 기구인 유로폴은 500유로 지폐가 범죄 조직과 테러 조직의 '지정 통화'로 불리며 상당수가 유로존이 아니라 러시아에서 돌고 있는 것으로 보고 있다. 특히 2015년 11월 파리 테러 이후에는 500유로 폐지 목소리가 커졌다.
500유로 지폐가 오사마 빈라덴처럼 지폐의 존재와 형상은 잘 알려져 있지만 지폐 자체를 찾기 매우 어렵기 때문이기도 하고, 빈라덴이 미군 특수 부대에 사살될 당시에 그의 옷에 비상금으로 500유로 지폐가 들어 있었다고 해서 500유로 지폐를 "오사마 빈라덴"이라는 별명으로 부르기도 한다.
2010년 4월 20일 영국 화폐교환소는 돈세탁에 이용됐다는 이유로 500유로 지폐 통용을 금지했다. 영국의 강력조직범죄연구소는 "영국에서는 500유로 지폐의 90%가 범죄 조직의 손아귀에 있다"고 분석했다.

### 폐지 반대론
500유로 지폐는 시중에 유통되는 유로 지폐 총액의 1/3을 차지하고 있다.
전통적으로 신용카드 사용을 나쁘게 여기는 독일에서는 고액권 활용이 많아 500유로 폐지 반대 청원 운동이 일어나고 있다. 고액권을 폐지해도 범죄는 줄지 않고 현금 유통량만 감소해 불편이 커질 것이라고 주장한다. 오스트리아도 반대한다. 스위스 중앙은행 역시 세계 최고액권인 1000프랑(약 130만원) 폐지를 고려하지 않는다고 밝혔다.
옌스 바이트만 분데스방크 총재는 "(범죄) 활동에 사용되는 고액권인 지폐에 대한 얘기가 많다"라며 "그러나 500유로를 사용하지 않는다고 이러한 범죄를 멈출 수 있다고 생각하느냐"고 반문했다. 독일 일부 사법 당국자들도 고액권과 범죄와의 관련성에 회의적이라고 본다.
오스트리아의 하랄트 마러 경제 차관은 "무얼 사거나 먹고, 무슨 책을 읽거나 영화를 보는지를 누군가 디지털 수단을 이용해 파악하는 것을 우리는 원치 않는다"고 말했다. 현금이 소매 거래의 80%를 차지하는 독일에서는 타블로이드 신문 《빌트》가 500유로 폐지 반대 청원에 나섰다.
마이너스 정책금리에 따라 현금을 집에 쌓아두는 것을 막으려는 의도가 아니냐는 의심을 받고 있다. 모든 국민들이 현금을 집에 보관할 수 없거나, 불편하게 만들어, 은행에 돈을 예치하면, 마이너스 금리 정책에 따라, 매년 보관료를 은행에 내야 한다. 전국민의 돈이 대부분 은행에 예치되어, 은행은 막대한 이익을 챙길 수 있다. 폐지론자들은 터무니없는 주장이라며 부인한다.
독일, 오스트리아는 현금거래를 권장하지만, 프랑스, 이탈리아는 현금거래 금지를 권장한다. 이탈리아에서는 모든 부동산 관련 거래는 현찰로 하지 못하도록 금지하고 있으며, 위반시 40%의 벌금을 부과한다. 프랑스나 이탈리아에서는 개인이 돈을 벌어도, 마음대로 돈을 쓸 수 없게 국가가 통제한다. 반면에, 독일과 오스트리아는, 이러한 빅 브라더식 국가통제는 경제발전에 악영향만 줄 뿐이라며 반대한다.
2016년 2월 18일 미국 월스트리트저널(WSJ)은 "미국 대테러센터가 '스위프트'(국제은행간통신협회)를 통해 전 세계적 자금흐름을 공유하자고 주장했을 때 유럽 관료들은 입에 거품을 물고 반대했다"며 "범죄자들은 고액권 지폐가 있든 없든 상관없이 범죄를 저지른다"고 고액권 폐지론자들의 주장을 반박했다.
유로존(유로화 사용 19개국) 국가 중 500유로를 가장 많이 사용하는 독일은 ECB의 500유로 지폐 발행 중단 결정에 여전히 반대하고 있다. 아울러 일부 전문가들은 고액권 존재 여부와 범죄와의 상관관계는 ‘심증’일 뿐이라며 500유로 발행 중단이 ECB의 신뢰를 떨어뜨리는 역효과만 낼 것이라고 지적했다. 클레멘스 프루이스트 이포(Ifo) 경제연구소 회장은 "500유로 폐지는 ECB가 마이너스인 금리를 더 끌어내릴 것이라는 인상을 준다"며 "이는 ECB에 대한 신뢰를 깎아내릴 것"이라고 주장했다.
독일 중앙은행인 분데스방크의 옌스 바이트만 총재는 ECB가 고액권인 500유로짜리 지폐를 폐지하는 것을 검토하는 데 대해서는 "유로화에 대한 신뢰를 저해할 가능성이 있다"고 지적했다.
독일의 시각은, 100만원 이상의 현금 거래를 처벌하는 프랑스, 이탈리아가 2010년 유럽 국가 부채 위기나 겪었고, 현금거래를 중시하는 독일은 유럽 최대 경제대국이자, 경제발전이 가속화되고 있으며, 마피아 대국으로 유명한 이탈리아가 그렇게 현금 거래를 제한한 효과가 제대로 있냐는 것이다. 유럽에서 경제가 발전하고 있는 독일은 더욱 고액권을 늘려야 경제가 살아난다고 주장하며, 2010년 유럽 국가 부채 위기를 겪어 아직도 경제가 힘든 프랑스, 이탈리아는 신용카드 사용을 늘리고, 고액권은 폐지해야 경제가 살아난다고 주장한다.